# Coppa del Mondo di salto con gli sci 2020
La Coppa del Mondo di salto con gli sci 2020 è stata la quarantunesima edizione della manifestazione organizzata dalla Federazione Internazionale Sci, la nona a prevedere un circuito di gare femminili. La stagione è stata interrotta anticipatamente a causa alla pandemia di COVID-19.
La stagione maschile è iniziata il 23 novembre 2019 a Wisła, in Polonia, e si è conclusa il 10 marzo 2020 a Lillehammer, in Norvegia. Sono state disputate 27 delle 30 gare individuali e 5 delle 6 gare a squadre in programma, in 19 differenti località: 26 su trampolino lungo, 4 su trampolino normale, 2 su trampolino per il volo. L'austriaco Stefan Kraft ha vinto sia la Coppa del Mondo generale sia la Coppa del Mondo di volo; il polacco Dawid Kubacki ha vinto il Torneo dei quattro trampolini. Il giapponese Ryōyū Kobayashi era il detentore uscente sia della Coppa generale, sia del Torneo.
La stagione femminile è iniziata il 7 dicembre 2019 a Lillehammer, in Norvegia, e è conclusa 10 marzo 2020 nella medesima località. Sono state disputate 16 delle 21 gare individuali e tutte le 2 gare a squadre in programma, in 8 differenti località: 8 su trampolino lungo, 10 su trampolino normale. La norvegese Maren Lundby, detentrice uscente della Coppa generale, si è nuovamente aggiudicata la Coppa del Mondo generale; non sono state assegnate coppe di specialità.

## Uomini

### Risultati
| Data                          | Località               | Nazione   | Trampolino                 | Spec. | Primo                                                                            | Secondo                                                                          | Terzo                                                                |
| ----------------------------- | ---------------------- | --------- | -------------------------- | ----- | -------------------------------------------------------------------------------- | -------------------------------------------------------------------------------- | -------------------------------------------------------------------- |
| 23 novembre 2019              | Wisła                  | Polonia   | Malinka HS134              | TL LH | Austria Philipp Aschenwald Daniel Huber Jan Hörl Stefan Kraft                    | Norvegia Daniel-André Tande Thomas Aasen Markeng Marius Lindvik Robert Johansson | Polonia Piotr Żyła Jakub Wolny Kamil Stoch Dawid Kubacki             |
| 24 novembre 2019              | Wisła                  | Polonia   | Malinka HS134              | LH    | Daniel-André Tande                                                               | Anže Lanišek                                                                     | Kamil Stoch                                                          |
| 30 novembre 2019              | Kuusamo                | Finlandia | Rukatunturi HS142          | LH    | Daniel-André Tande                                                               | Philipp Aschenwald                                                               | Anže Lanišek                                                         |
| 7 dicembre 2019               | Nižnij Tagil           | Russia    | Aist HS134                 | LH    | Yukiya Satō                                                                      | Karl Geiger                                                                      | Philipp Aschenwald                                                   |
| 8 dicembre 2019               | Nižnij Tagil           | Russia    | Aist HS134                 | LH    | Stefan Kraft                                                                     | Killian Peier                                                                    | Ryōyū Kobayashi                                                      |
| 14 dicembre 2019              | Klingenthal            | Germania  | Vogtland Arena HS140       | TL LH | Polonia Piotr Żyła Jakub Wolny Kamil Stoch Dawid Kubacki                         | Austria Philipp Aschenwald Gregor Schlierenzauer Michael Hayböck Stefan Kraft    | Giappone Yukiya Satō Daiki Itō Junshirō Kobayashi Ryōyū Kobayashi    |
| 15 dicembre 2019              | Klingenthal            | Germania  | Vogtland Arena HS140       | LH    | Ryōyū Kobayashi                                                                  | Stefan Kraft                                                                     | Marius Lindvik                                                       |
| 21 dicembre 2019              | Engelberg              | Svizzera  | Gross-Titlis-Schanze HS140 | LH    | Kamil Stoch                                                                      | Stefan Kraft                                                                     | Karl Geiger                                                          |
| 22 dicembre 2019              | Engelberg              | Svizzera  | Gross-Titlis-Schanze HS140 | LH    | Ryōyū Kobayashi                                                                  | Peter Prevc                                                                      | Jan Hörl                                                             |
| Torneo dei quattro trampolini |                        |           |                            |       |                                                                                  |                                                                                  |                                                                      |
| 29 dicembre 2019              | Oberstdorf             | Germania  | Schattenberg HS137         | LH    | Ryōyū Kobayashi                                                                  | Karl Geiger                                                                      | Dawid Kubacki                                                        |
| 1º gennaio 2020               | Garmisch-Partenkirchen | Germania  | Große Olympiaschanze HS142 | LH    | Marius Lindvik                                                                   | Karl Geiger                                                                      | Dawid Kubacki                                                        |
| 4 gennaio 2020                | Innsbruck              | Austria   | Bergisel HS130             | LH    | Marius Lindvik                                                                   | Dawid Kubacki                                                                    | Daniel-André Tande                                                   |
| 6 gennaio 2020                | Bischofshofen          | Austria   | Paul Ausserleitner HS142   | LH    | Dawid Kubacki                                                                    | Karl Geiger                                                                      | Marius Lindvik                                                       |
| 11 gennaio 2020               | Val di Fiemme          | Italia    | Giuseppe Dal Ben HS104     | NH    | Karl Geiger                                                                      | Stefan Kraft                                                                     | Dawid Kubacki                                                        |
| 12 gennaio 2020               | Val di Fiemme          | Italia    | Giuseppe Dal Ben HS104     | NH    | Karl Geiger                                                                      | Stefan Kraft                                                                     | Dawid Kubacki                                                        |
| 18 gennaio 2020               | Titisee-Neustadt       | Germania  | Hochfirst HS142            | LH    | Dawid Kubacki                                                                    | Stefan Kraft                                                                     | Ryōyū Kobayashi                                                      |
| 19 gennaio 2020               | Titisee-Neustadt       | Germania  | Hochfirst HS142            | LH    | Dawid Kubacki                                                                    | Ryōyū Kobayashi                                                                  | Timi Zajc                                                            |
| 25 gennaio 2020               | Zakopane               | Polonia   | Wielka Krokiew HS140       | TL LH | Germania Constantin Schmid Markus Eisenbichler Stephan Leyhe Karl Geiger         | Norvegia Marius Lindvik Robert Johansson Daniel-André Tande Johann André Forfang | Slovenia Anže Lanišek Domen Prevc Timi Zajc Peter Prevc              |
| 26 gennaio 2020               | Zakopane               | Polonia   | Wielka Krokiew HS140       | LH    | Kamil Stoch                                                                      | Stefan Kraft                                                                     | Dawid Kubacki                                                        |
| 1º febbraio 2020              | Sapporo                | Giappone  | Ōkurayama HS137            | LH    | Yukiya Satō                                                                      | Stefan Kraft                                                                     | Dawid Kubacki                                                        |
| 2 febbraio 2020               | Sapporo                | Giappone  | Ōkurayama HS137            | LH    | Stefan Kraft                                                                     | Stephan Leyhe                                                                    | Ryōyū Kobayashi                                                      |
| 8 febbraio 2020               | Willingen              | Germania  | Mühlenkopf HS145           | LH    | Stephan Leyhe                                                                    | Marius Lindvik                                                                   | Kamil Stoch                                                          |
| 9 febbraio 2020               | Willingen              | Germania  | Mühlenkopf HS145           | LH    | annullata                                                                        | annullata                                                                        | annullata                                                            |
| 15 febbraio 2020              | Tauplitz               | Austria   | Kulm HS235                 | FH    | Piotr Żyła                                                                       | Timi Zajc                                                                        | Stefan Kraft                                                         |
| 16 febbraio 2020              | Tauplitz               | Austria   | Kulm HS235                 | FH    | Stefan Kraft                                                                     | Ryōyū Kobayashi                                                                  | Timi Zajc                                                            |
| 21 febbraio 2020              | Râșnov                 | Romania   | Valea Cărbunării HS97      | NH    | Karl Geiger                                                                      | Stephan Leyhe                                                                    | Stefan Kraft                                                         |
| 22 febbraio 2020              | Râșnov                 | Romania   | Valea Cărbunării HS97      | NH    | Stefan Kraft                                                                     | Karl Geiger                                                                      | Constantin Schmid                                                    |
| 28 febbraio 2020              | Lahti                  | Finlandia | Salpausselkä HS130         | LH    | Stefan Kraft                                                                     | Karl Geiger                                                                      | Daniel-André Tande                                                   |
| 29 febbraio 2020              | Lahti                  | Finlandia | Salpausselkä HS130         | TL LH | Germania Constantin Schmid Pius Paschke Stephan Leyhe Karl Geiger                | Slovenia Cene Prevc Timi Zajc Peter Prevc Anže Lanišek                           | Austria Philipp Aschenwald Daniel Huber Michael Hayböck Stefan Kraft |
| 1º marzo 2020                 | Lahti                  | Finlandia | Salpausselkä HS130         | LH    | Karl Geiger                                                                      | Stefan Kraft                                                                     | Michael Hayböck                                                      |
| 7 marzo 2020                  | Oslo Holmenkollen      | Norvegia  | Holmenkollen HS134         | TL LH | Norvegia Johann André Forfang Robert Johansson Daniel-André Tande Marius Lindvik | Germania Constantin Schmid Pius Paschke Stephan Leyhe Karl Geiger                | Slovenia Žiga Jelar Timi Zajc Anže Lanišek Peter Prevc               |
| 9 marzo 2020                  | Lillehammer            | Norvegia  | Lysgårdsbakken HS140       | LH    | Peter Prevc                                                                      | Markus Eisenbichler                                                              | Stephan Leyhe                                                        |
| 10 marzo 2020                 | Lillehammer            | Norvegia  | Lysgårdsbakken HS140       | LH    | Kamil Stoch                                                                      | Žiga Jelar                                                                       | Timi Zajc                                                            |
| 12 marzo 2020                 | Trondheim              | Norvegia  | Granåsen HS138             | LH    | annullata                                                                        | annullata                                                                        | annullata                                                            |
| 14 marzo 2020                 | Vikersund              | Norvegia  | Vikersundbakken HS240      | TL FH | annullata                                                                        | annullata                                                                        | annullata                                                            |
| 15 marzo 2020                 | Vikersund              | Norvegia  | Vikersundbakken HS240      | FH    | annullata                                                                        | annullata                                                                        | annullata                                                            |

Legenda:

NH = trampolino normale

LH = trampolino lungo

FH = volo con gli sci

TL = gara a squadre

### Classifiche

#### Generale

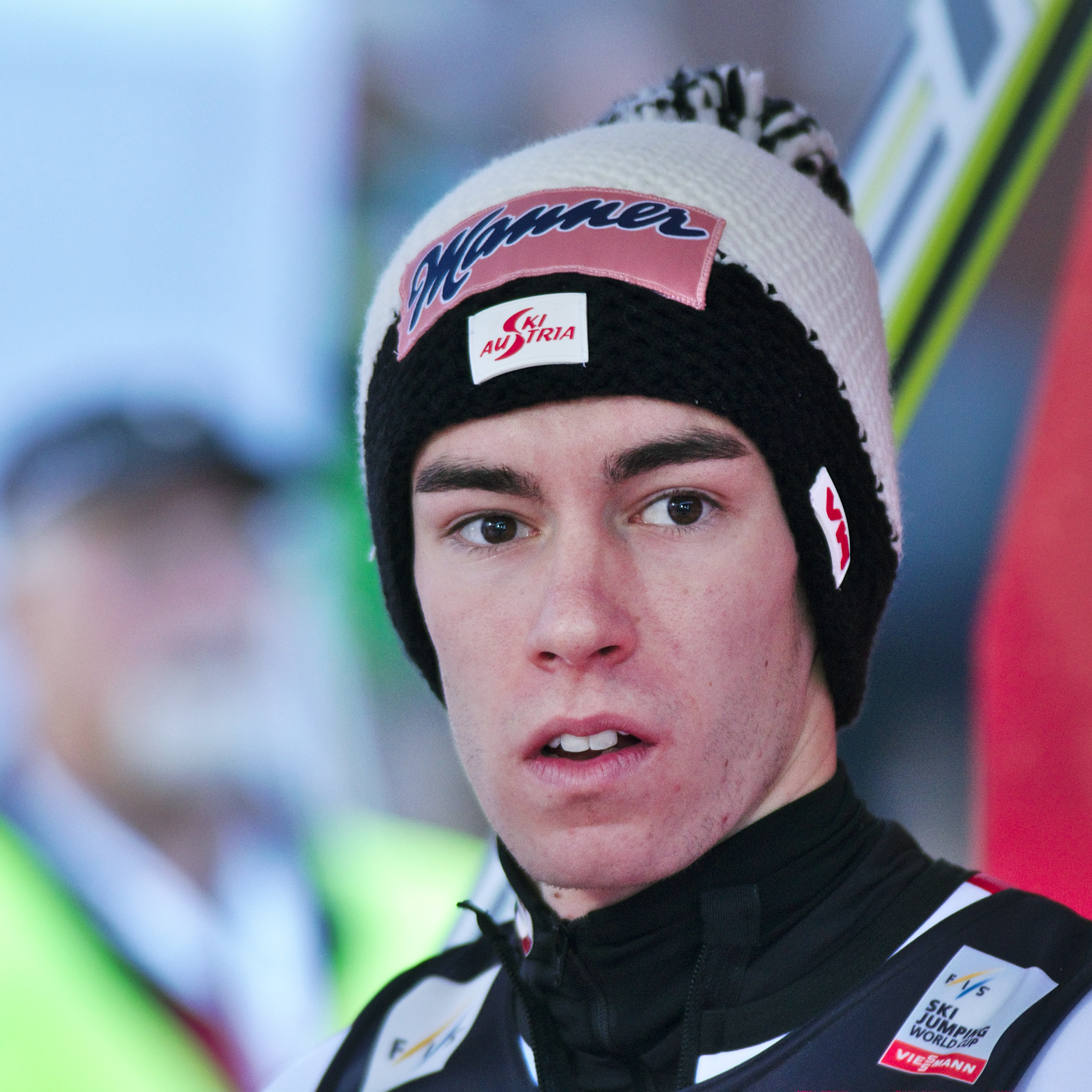
Stefan Kraft nel 2014

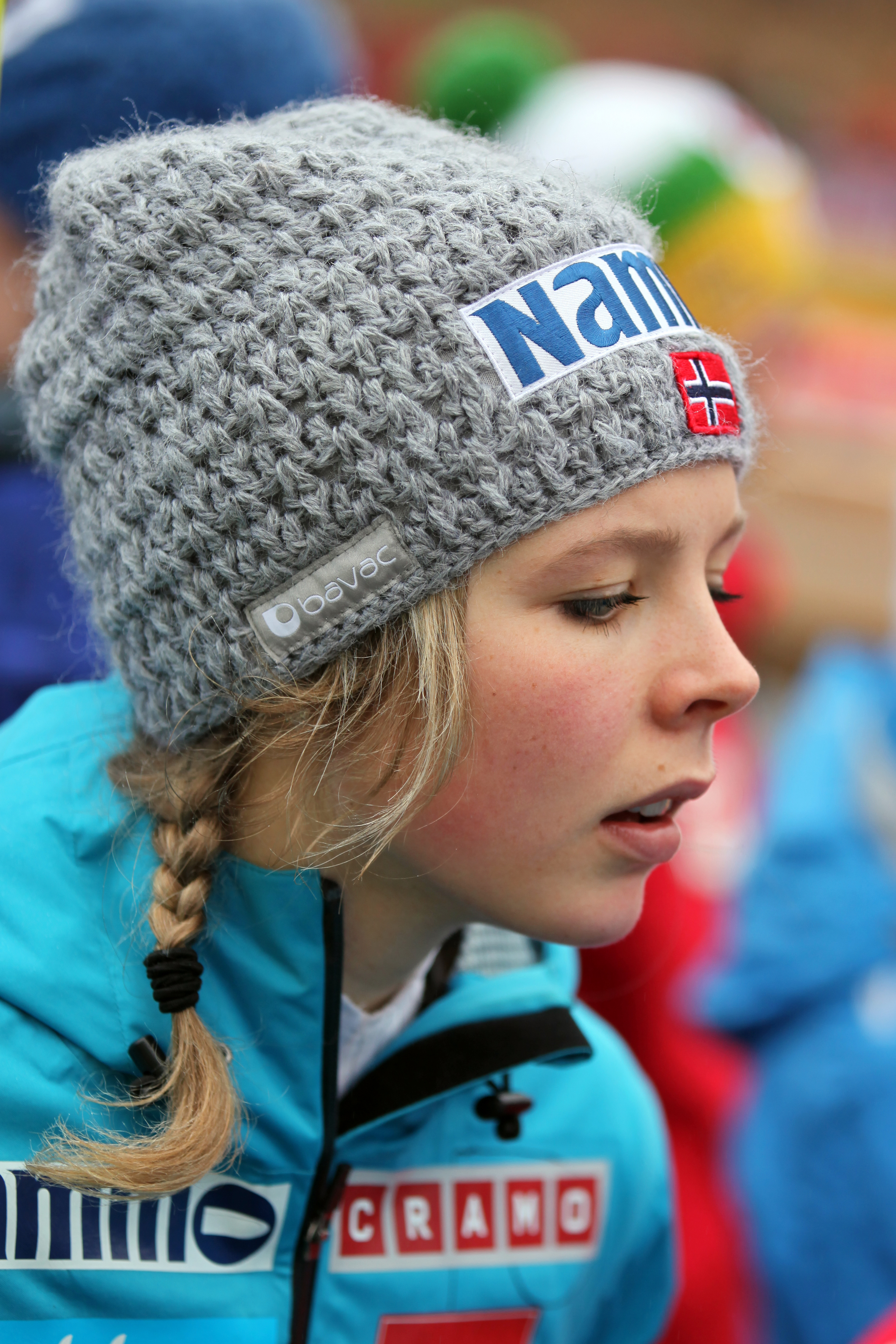
Maren Lundby nel 2013

| Pos. | Nome               | Nazione  | Punti |
| ---- | ------------------ | -------- | ----- |
| 1    | Stefan Kraft       | Austria  | 1659  |
| 2    | Karl Geiger        | Germania | 1519  |
| 3    | Ryōyū Kobayashi    | Giappone | 1178  |
| 4    | Dawid Kubacki      | Polonia  | 1169  |
| 5    | Kamil Stoch        | Polonia  | 1031  |
| 6    | Stephan Leyhe      | Germania | 917   |
| 7    | Marius Lindvik     | Norvegia | 906   |
| 8    | Peter Prevc        | Slovenia | 789   |
| 9    | Daniel-André Tande | Norvegia | 721   |
| 10   | Philipp Aschenwald | Austria  | 622   |

#### Torneo dei quattro trampolini
| Pos. | Nome            | Nazione  | Punti  |
| ---- | --------------- | -------- | ------ |
| 1    | Dawid Kubacki   | Polonia  | 1131,6 |
| 2    | Marius Lindvik  | Norvegia | 1111,0 |
| 3    | Karl Geiger     | Germania | 1108,4 |
| 4    | Ryōyū Kobayashi | Giappone | 1096,0 |
| 5    | Stefan Kraft    | Austria  | 1086,0 |

#### Volo
| Pos. | Nome            | Nazione  | Punti |
| ---- | --------------- | -------- | ----- |
| 1    | Stefan Kraft    | Austria  | 160   |
| 2    | Timi Zajc       | Slovenia | 140   |
| 3    | Piotr Żyła      | Polonia  | 129   |
| 4    | Ryōyū Kobayashi | Giappone | 109   |
| 5    | Karl Geiger     | Germania | 90    |

#### Nazioni
| Pos. | Nazione   | Punti |
| ---- | --------- | ----- |
| 1    | Germania  | 5194  |
| 2    | Austria   | 5041  |
| 3    | Norvegia  | 4622  |
| 4    | Polonia   | 4272  |
| 5    | Slovenia  | 4085  |
| 6    | Giappone  | 3479  |
| 7    | Svizzera  | 801   |
| 8    | Rep. Ceca | 335   |
| 9    | Russia    | 248   |
| 10   | Finlandia | 243   |

## Donne

### Risultati
| Data             | Località     | Nazione  | Trampolino            | Spec. | Prima                                                             | Seconda                                                    | Terza                                                                        |
| ---------------- | ------------ | -------- | --------------------- | ----- | ----------------------------------------------------------------- | ---------------------------------------------------------- | ---------------------------------------------------------------------------- |
| 7 dicembre 2019  | Lillehammer  | Norvegia | Lysgårdsbakken HS98   | NH    | Maren Lundby                                                      | Eva Pinkelnig                                              | Chiara Hölzl                                                                 |
| 8 dicembre 2019  | Lillehammer  | Norvegia | Lysgårdsbakken HS140  | LH    | Maren Lundby                                                      | Chiara Hölzl                                               | Sara Takanashi                                                               |
| 14 dicembre 2019 | Klingenthal  | Germania | Vogtland Arena HS140  | LH    | Chiara Hölzl                                                      | Ema Klinec                                                 | Katharina Althaus                                                            |
| 11 gennaio 2020  | Sapporo      | Giappone | Ōkurayama HS137       | LH    | Marita Kramer                                                     | Maren Lundby                                               | Eva Pinkelnig                                                                |
| 12 gennaio 2020  | Sapporo      | Giappone | Ōkurayama HS137       | LH    | Eva Pinkelnig                                                     | Maren Lundby                                               | Daniela Iraschko                                                             |
| 17 gennaio 2020  | Zaō          | Giappone | Yamagata HS102        | NH    | Eva Pinkelnig                                                     | Sara Takanashi                                             | Chiara Hölzl                                                                 |
| 18 gennaio 2020  | Zaō          | Giappone | Yamagata HS102        | TL NH | Austria Daniela Iraschko Marita Kramer Chiara Hölzl Eva Pinkelnig | Giappone Yūki Itō Nozomi Maruyama Sara Takanashi Yūka Setō | Norvegia Anna Odine Strøm Ingebjørg Saglien Bråten Silje Opseth Maren Lundby |
| 19 gennaio 2020  | Zaō          | Giappone | Yamagata HS102        | NH    | Eva Pinkelnig                                                     | Chiara Hölzl                                               | Maren Lundby                                                                 |
| 25 gennaio 2020  | Râșnov       | Romania  | Valea Cărbunării HS97 | NH    | Chiara Hölzl                                                      | Katharina Althaus                                          | Eva Pinkelnig                                                                |
| 26 gennaio 2020  | Râșnov       | Romania  | Valea Cărbunării HS97 | NH    | Maren Lundby                                                      | Eva Pinkelnig                                              | Chiara Hölzl                                                                 |
| 1º febbraio 2020 | Oberstdorf   | Germania | Schattenberg HS137    | LH    | Chiara Hölzl                                                      | Maren Lundby                                               | Daniela Iraschko                                                             |
| 2 febbraio 2020  | Oberstdorf   | Germania | Schattenberg HS137    | LH    | Chiara Hölzl                                                      | Maren Lundby                                               | Marita Kramer                                                                |
| 8 febbraio 2020  | Hinzenbach   | Austria  | Aigner HS90           | NH    | Chiara Hölzl                                                      | Maren Lundby                                               | Eva Pinkelnig                                                                |
| 9 febbraio 2020  | Hinzenbach   | Austria  | Aigner HS90           | NH    | Chiara Hölzl                                                      | Eva Pinkelnig                                              | Lara Malsiner                                                                |
| 22 febbraio 2020 | Ljubno       | Slovenia | Logarska dolina HS94  | TL NH | Austria Daniela Iraschko Marita Kramer Eva Pinkelnig Chiara Hölzl | Slovenia Nika Križnar Špela Rogelj Katra Komar Ema Klinec  | Norvegia Anna Odine Strøm Thea Minyan Bjørseth Silje Opseth Maren Lundby     |
| 23 febbraio 2020 | Ljubno       | Slovenia | Logarska dolina HS94  | NH    | Maren Lundby                                                      | Eva Pinkelnig                                              | Nika Križnar                                                                 |
| 9 marzo 2020     | Lillehammer  | Norvegia | Lysgårdsbakken HS140  | LH    | Sara Takanashi                                                    | Maren Lundby                                               | Silje Opseth                                                                 |
| 10 marzo 2020    | Lillehammer  | Norvegia | Lysgårdsbakken HS140  | LH    | Maren Lundby                                                      | Silje Opseth                                               | Chiara Hölzl                                                                 |
| 12 marzo 2020    | Trondheim    | Norvegia | Granåsen HS138        | LH    | annullata                                                         | annullata                                                  | annullata                                                                    |
| 14 marzo 2020    | Nižnij Tagil | Russia   | Aist HS97             | NH    | annullata                                                         | annullata                                                  | annullata                                                                    |
| 15 marzo 2020    | Nižnij Tagil | Russia   | Aist HS97             | NH    | annullata                                                         | annullata                                                  | annullata                                                                    |
| 21 marzo 2020    | Čajkovskij   | Russia   | Snežinka HS102        | NH    | annullata                                                         | annullata                                                  | annullata                                                                    |
| 22 marzo 2020    | Čajkovskij   | Russia   | Snežinka HS140        | LH    | annullata                                                         | annullata                                                  | annullata                                                                    |

Legenda:

NH = trampolino normale

LH = trampolino lungo

TL = gara a squadre

### Classifiche

#### Generale
| Pos. | Nome              | Nazione  | Punti |
| ---- | ----------------- | -------- | ----- |
| 1    | Maren Lundby      | Norvegia | 1220  |
| 2    | Chiara Hölzl      | Austria  | 1155  |
| 3    | Eva Pinkelnig     | Austria  | 1029  |
| 4    | Sara Takanashi    | Giappone | 785   |
| 5    | Katharina Althaus | Germania | 617   |
| 6    | Daniela Iraschko  | Austria  | 506   |
| 7    | Nika Križnar      | Slovenia | 497   |
| 8    | Ema Klinec        | Slovenia | 496   |
| 9    | Marita Kramer     | Austria  | 475   |
| 10   | Silje Opseth      | Norvegia | 472   |

#### Nazioni
| Pos. | Nazione   | Punti |
| ---- | --------- | ----- |
| 1    | Austria   | 4457  |
| 2    | Norvegia  | 2537  |
| 3    | Giappone  | 2086  |
| 4    | Germania  | 1889  |
| 5    | Slovenia  | 1862  |
| 6    | Russia    | 1091  |
| 7    | Italia    | 596   |
| 8    | Francia   | 183   |
| 9    | Polonia   | 143   |
| 10   | Rep. Ceca | 107   |